# Rudolf Donath (Schauspieler)
Rudolf Donath (* 27. Oktober 1932; † 3. Juli 2016 in Dresden) war ein deutscher Schauspieler, Regisseur und Hörspielsprecher.

## Werdegang
Donath stammte aus der Oberlausitz. Er arbeitete zunächst als Porzellanmaler bei der Porzellanmanufaktur Meißen. Seit 1951 spielte Donath in der Laienspielgruppe in Meißen. Nach einer erfolglosen Schauspielereignungsprüfung bei Hans Finohr vom Staatsschauspiel Dresden begann er in Weimar Schauspiel zu studieren, brach aber kurz nach Studienbeginn ab, um bei seiner Frau und der Tochter in Meißen sein zu können. Er war als Pressezeichner und Rundfunksprecher tätig und spielte weiterhin Amateurtheater und am Theater Meißen.
Nach einem Vorstellungsgespräch bei Ottofritz Gaillard war Donath von 1960 bis 1996 am Staatsschauspiel Dresden engagiert, wo u. a. der Melchior in Jutta oder Die Kinder vom Damutz, der Hagen in Die Nibelungen, der Adam in Der Zerbrochene Krug, der König Lear, der Artus in Die Ritter der Tafelrunde zu seinen Paraderollen gehörte. Der Charakterdarsteller wirkte in mehr als 100 Premieren mit. Außerdem führte er dort auch Regie. Gastauftritte führten ihn an das Bayerische Staatstheater München und 1989 für ein vierjähriges Engagement nach Frankfurt am Main. Seine letzte Gastrolle am Staatsschauspiel Dresden gab er 2001 als Firs in Der Kirschgarten. Letztmals trat Donath auf dem Theaterkahn Dresden in Der Panther von Felix Mitterer auf. Des Weiteren war er in mehreren Filmen, darunter den Fernsehreihen Polizeiruf 110, Tatort und Der Staatsanwalt hat das Wort zu sehen.
In den 1960er Jahren leitete Donath das Arbeitertheater der Plattenwerke „Max Dietel“ in Meißen, mit dem er 1966 Die Mutter von Brecht am Theater Meißen aufführte. 1976 gründete Donath den Dramatischen Zirkel des Grafischen Großbetriebes Völkerfreundschaft, der später den Namen Arbeitertheater „Hans Otto“ trug und 1989 zum H.O.Theater wurde. Donath war bis 1992 alleiniger Regisseur der Laienspielgruppe, bei der u. a. auch Jan Josef Liefers seine schauspielerische Ausbildung erhielt, sowie bis 2003 deren künstlerischer Leiter.
Im Jahre 2003 gab Donath aus Altersgründen auch die künstlerische Leitung des H.O.Theaters auf. Zuletzt lebte er, fast erblindet, in einem Pflegeheim. Sein Grab befindet sich auf dem Friedhof Dölzschen.

## Filmografie (Auswahl)
- 1961: Der Fremde als Franz
- 1962: Meine Mutter ist Lucy Lane (Fernsehspiel)
- 1963: Negative (Fernsehfilm)
- 1963: Das Märchen vom goldenen Schützen (Animationsfilm), Sprecher
- 1964: Zucker im Tee (Fernsehfilm)
- 1964: Geliebte weiße Maus als Volkspolizist
- 1968: Rote Bergsteiger (Fernsehserie) Folgen: Die Falle, Suche nach Brünhilde, Treffpunkt Kaufhaus, Großfahndung, Der Gefangene im Forst, Abfahrt 18:01 Uhr, Bergfahrt mit Risiko, als Helmut Löser
- 1970: Der Streit um den Sergeanten Grischa (Fernsehfilm) als Kolja
- 1970: Die Nächte des Zorns (Fernsehfilm) als Lecoq
- 1976: Hänsel und Gretel (Animationsfilm), Sprecher
- 1976: Fürs ganze Leben (Fernsehfilm) als Hermann Böhme
- 1973–1982: Polizeiruf 110 (Fernsehserie) Folgen: Der Rettungsschwimmer (1982) als Vater Lingler, Trickbetrügerin gesucht (1977) als Hauptmann Bechler, Der Fensterstecher (1976) als Hauptmann Bechler, Nachttaxi (1974) als Kurt Großmann, Eine Madonna zuviel (1973) als Dr. Schneider
- 1981: Jockei Monika (Fernsehserie) Folgen: Glück kommt nicht allein, Guten Tag, Borkenbrunn, Immer wieder Abschied, Erfinder lieben praktisch, Jahreswechsel, Aufgalopp, Jeder Tag soll Mittwoch sein, Der Pferdefloh, als Pieslack
- 1985: Geschichten übern Gartenzaun (Fernsehserie) Folgen: Späte Begegnung, Brautleute, Konsequenzen, Licht und Schatten, Später Frühling, Aprilwetter, als Herr Müller
- 1987: Sachsens Glanz und Preußens Gloria Gräfin Cosel (Fernsehfilm) als Rat Pauli
- 1988: Der Staatsanwalt hat das Wort Folge: Alles umsonst als Netzingenieur
- 1990: Bismarck (Fernsehfilm, Dreiteiler) als Prinz Wilhelm von Preußen
- 1992: Go Trabi Go 2 – Das war der wilde Osten als Bauer
- 1995: Rosemarie Nitribitt – Tod einer Edelhure (Fernsehfilm) als Polizeipräsident Schubert
- 1995–1996: Tatort Folgen Ein ehrenwertes Haus (1995), Wer nicht schweigt, muß sterben (1996) als Spurensicherer
- 1996: Wolffs Revier Folge Blutspur als Eisenthal
- 1998: Stubbe – Von Fall zu Fall Folge Stubbe und der Tote an Loch Neun
- 2000: Ein Fall für zwei Folge Gott ist mein Zeuge
- 2000: Die Stille nach dem Schuss als Tatjanas Vater
- 2003: Der Job seines Lebens als Skatspieler

## Theatertätigkeit (Auswahl)

### H.O.Theater 1976–2004 Regie
- 2003: Nachtasyl & Abendrot – Szenen aus der Tiefe unter Verwendung von Maxim Gorkis Nachtasyl[12]
- 2000: Der Besuch der alten Dame (Friedrich Dürrenmatt)
- Das Schaf (Stanislaw Stratiew)
- Auf dem Grunde (nach Maxim Gorkis Nachtasyl)
- Die 55 Minutenoper, ein musikalischer Seelenbalsam mit kriminellen und anderen Hintergrundinformationen für Dreigroschenopernfans zum Gedenken an den Grossen Raucher (Eigenproduktion nach Bertolt Brecht/Kurt Weill Die Dreigroschenoper)
- 1983–1984: und bin so klug als wie zuvor ... (Eine Begegnung mit Goethes Urfaust)
- 1981–1982: Kater Lampe (Emil Rosenow)
- 1980–1981: Geschichten vom Bau(ch) (Eigenfassung nach Kurt Bartsch)
- 1978–1979: Aus Niemals Wird Heute noch! (Szenenfolge aus Bertolt Brechts Stück Die Mutter)[13]

### Staatsschauspiel Dresden 1960–2001 als Schauspieler
- 2001: Firs in Der Kirschgarten (Anton Pawlowitsch Tschechow), Regie Klaus Dieter Kirst
- 1996: Adam in Der zerbrochne Krug (Heinrich von Kleist), Regie Klaus Dieter Kirst
- 1992: König Lear (William Shakespeare), Regie Horst Schönemann
- 1989: König Artus in Die Ritter der Tafelrunde (Christoph Hein), Regie Klaus Dieter Kirst
- 1987: Sommergäste (Maxim Gorki), Regie Horst Schönemann
- 1985: Der Kaufmann von Venedig (William Shakespeare), Regie Klaus Dieter Kirst
- 1985: Die Umsiedlerin oder Das Leben auf dem Lande (Heiner Müller), Regie B. K. Tragelehn
- 1984: Hagen in Nibelungen (Friedrich Hebbel), Regie Wolfgang Engel
- 1981: Melchior in Jutta oder Die Kinder von Damutz (Helmut Bez) mit Dagmar Manzel. Die Inszenierung wurde für das Fernsehen der DDR aufgezeichnet.[14]
- 1981: Balke in Der Lohndrücker (Heiner Müller), Regie Wolfgang Engel
- 1979: Mutter Courage und ihre Kinder (Bertolt Brecht), Regie Hannes Fischer
- 1960: Nebeneinander (Georg Kaiser), Regie: Ottofritz Gaillard[15]

### Staatsschauspiel Dresden – Regie
- Der zerbrochne Krug, Heinrich von Kleist
- Caligula, Albert Camus

### Sonstige
- 1974: Hildegard Schöbel: 2 x Katharina (Kleine Komödie im Kulturpalast Dresden)

## Sprecher
- 2003: Edgar Wallace – Ein Leben wie im Film, Media & Communication Systems GmbH Sachsen (Hörbuch)